# Audan Köksu
Der Audan Köksu (kasachisch Көксу ауданы Köksu audany, russisch Коксуский район Koksuski rajon) ist ein Bezirk im Gebiet Schetissu in Kasachstan.

## Bevölkerung
Bei der Volkszählung 1999 hatte der Audan Köksu 40.105 Einwohner. Die Volkszählung 2009 ergab für den Bezirk eine Einwohnerzahl von 38.417. Bei der letzten Volkszählung 2021 lebten 41.898 Menschen im Audan Köksu. Die Fortschreibung der Bevölkerungszahl ergab zum 1. Januar 2025 eine Einwohnerzahl von 41.634.
| Einwohnerentwicklung               | Einwohnerentwicklung | Einwohnerentwicklung | Einwohnerentwicklung | Einwohnerentwicklung | Einwohnerentwicklung | Einwohnerentwicklung |
| 1959                               | 1970                 | 1979                 | 1989                 | 1999                 | 2009                 | 2021                 |
| ---------------------------------- | -------------------- | -------------------- | -------------------- | -------------------- | -------------------- | -------------------- |
| 35.560                             | 49.132               | 45.671               | 44.897               | 40.105               | 38.417               | 41.898               |
| Anmerkung: Volkszählungsergebnisse |                      |                      |                      |                      |                      |                      |

## Verwaltungsgliederung
Der Audan Köksu ist in zehn ländliche Bezirke (kasachisch Ауылдық округ Auyldyq okrug; russisch Сельский округ Selski okrug) gegliedert (Stand: 2021).
| Ländlicher Kreis | Einwohner | Einwohner | Orte                                                                   |
| Ländlicher Kreis | 2009      | 2021      | Orte                                                                   |
| ---------------- | --------- | --------- | ---------------------------------------------------------------------- |
| Ainabulaq        | 1.139     | 1.081     | Ainabulaq, Qosschar                                                    |
| Alghabas         | 2.071     | 1.915     | Alghabas, Qysyltoghan                                                  |
| Balpyq           | 14.520    | 18.692    | Aqschatoghan, Balpyq Bi, Terekti                                       |
| Jengbekschi      | 3.151     | 2.965     | Besqainar, Qaratal, Kengaral, Sylicha Tamschybai                       |
| Labassy          | 5.333     | 5.065     | Jengbekschiqasaq, Mämbet, Schambyl, Talapty                            |
| Muqanschy        | 3.936     | 3.774     | Köksu, Muqanschy, Nädirisbek, Qasaqstannyng 50 Schyldyghy, Schetischal |
| Muqry            | 3.040     | 2.914     | Qasaqstannyng 10 Schyldyghy, Muqry                                     |
| Mussabek         | 1.644     | 1.671     | Baqscha, Byschy, Mäulimbai, Mojynqum, Mussabek                         |
| Qabylissa        | 1.199     | 1.295     | Aqteksche, Kökbastau                                                   |
| Scharlyösek      | 2.384     | 2.526     | Bostoghan, Muqanschy, Scharlyösek                                      |